# Marie Dentière
Marie Dentière, ou d’Ennetières, née en 1495 à Tournai et morte en 1561 à Genève, est une théologienne et réformatrice protestante, contemporaine de Jean Calvin.
Elle est particulièrement connue pour son Epistre tres utile... publié en 1539. La conviction avec laquelle elle défend la Réforme et sa perspective féministe novatrice la font considérer comme l’une des premières théologiennes laïques féministes.

## Jeunesse catholique
Marie Dentière, fille de Jérôme d'Ennetières, échevin et grand prévôt de Tournai, et de Marie Villain de La Boucharderie, est née à Tournai - ville devenue française par annexion sous Philippe IV le Bel et qui le resta jusqu'en 1521 - dans une famille de petite noblesse et relativement aisée. Elle a deux frères plus âgés. En tant que fille aînée, on l’envoie au couvent augustinien de Prés-Porchin, et c’est probablement là qu’elle étudie et elle prononce ses vœux après la mort de sa mère en 1508,. Dès les années 1520, les nouvelles idées religieuses atteignent Tournai : les écrits de Martin Luther influencent fortement Marie Dentière qui se convertit et fuit vers 1524 à Strasbourg où se trouvaient alors de nombreux réfugiés protestants.

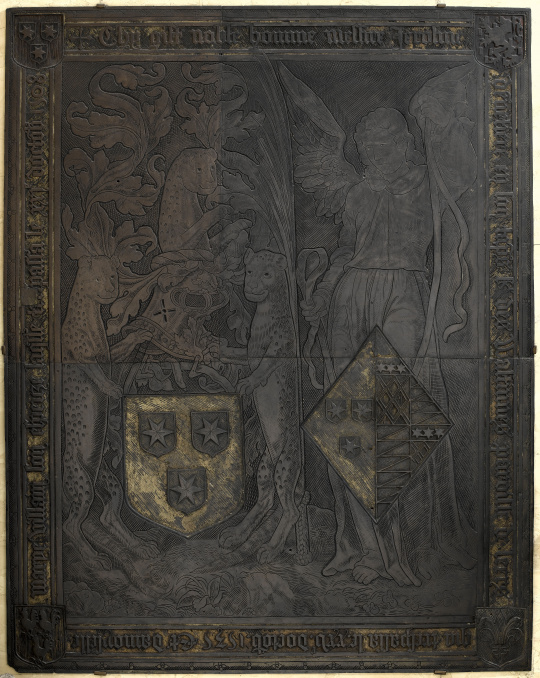
Lame funéraire de Jérôme d'Ennetières et de Marie Villain de La Boucharderie, parents de Marie d'Ennetières; vers 1535, laiton gravé, 1430 x 1120, Musée de Cluny, Paris.

## Vie protestante
Vaud puis Genève
Marie Dentière épouse à Strasbourg en 1528 Simon Robert, ancien curé augustinien, membre du groupe de Meaux, et originaire de la même région de Tournai. Ils se rendent dans le pays de Vaud à l'invitation de Guillaume Farel, d'abord à Bex, puis à Aigle où Simon Robert est pasteur. Ils ont au moins deux filles, nommées Marie et Jeanne, mais Simon décède déjà en 1533. Marie épouse en secondes noces le réformateur français Antoine Froment, compagnon de Guillaume Farel et bien plus jeune qu'elle, ils s'établissent à Genève en 1535 et auront au moins une fille, Judith.
Marie Dentière fait partie de la délégation qui se rend au couvent des Clarisses, à la suite de l’interdiction de la messe décidée le 10 août 1535. Une des religieuses, Jeanne de Jussie, la décrira comme « une moinne abbesse, faulce, ridée et de lengue diabolique ».
En 1536, l’armée bernoise libère Genève de la pression exercée par la Savoie et occupe les territoires environnants. Un document longtemps resté anonyme décrit les trente années ayant précédé cette campagne, il est daté de 1536 et s’intitule : La guerre et deslivrance de la ville de Genève…. Ce texte fut longtemps attribué à Froment, mais l’éditeur de 1881, Albert Rilliet, compare attentivement les styles de Froment et de sa femme et arrive à la conclusion que l’auteur est Marie Dentière. Cette hypothèse est soutenue en 2003 par Isabelle Graesslé, directrice du Musée de la Réforme. Froment est nommé diacre à Thonon, dans le Chablais nouvellement occupé. Toute la famille y déménage.

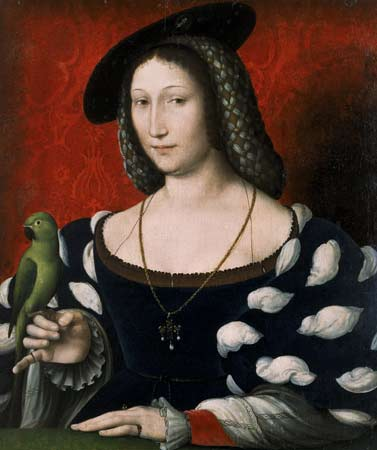
Marguerite de Navarre, ou d’Angoulême, protectrice de Marie Dentière.

Peu après, en 1538, Farel et Calvin sont renvoyés de Genève. C’est à cette époque qu’Antoine Froment se met à vendre divers produits, dont du vin, ce qui fut condamné par les pasteurs de Thonon. 
« Epistre tres utile… »

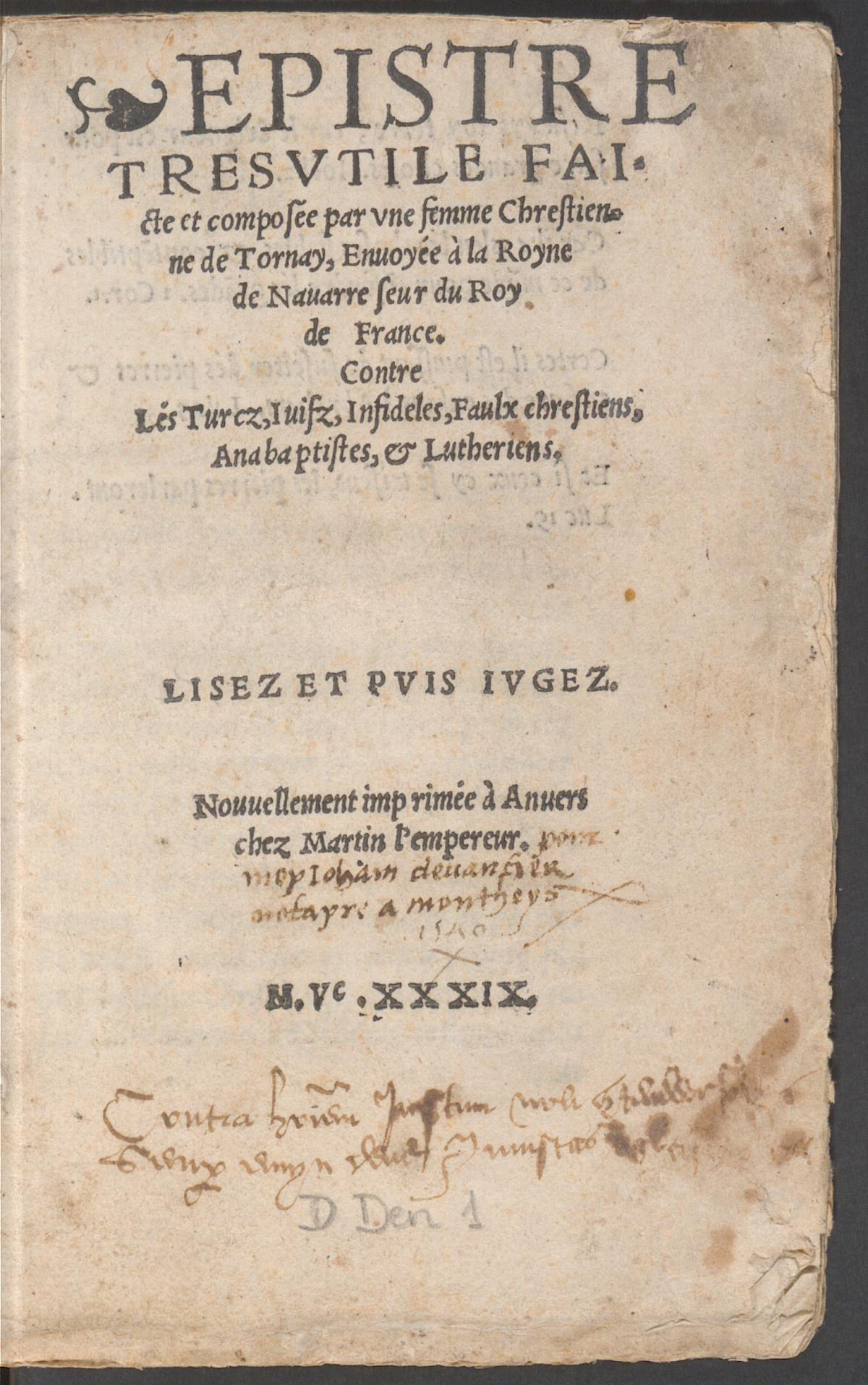
Epistre tres utile…

En mars 1539, Marie Dentière fait imprimer à Genève (mais avec Anvers comme faux lieu d’édition) son Epistre tres utile... dédiée à sa protectrice, la reine Marguerite de Navarre,. La majeure partie des 1 500 exemplaires du pamphlet sont saisis par les autorités genevoises, Froment est convoqué devant le Conseil et l’imprimeur Jean Girard (parfois orthographié Gérard) est jugé et emprisonné quelques jours. Ce serait le premier texte victime de la censure réformée à Genève. Le texte est « clairement une attaque contre les autorités genevoises du moment », il « dénonce avec une violence extrême l’hypocrisie ambiante et la corruption du clergé genevois ». Marie Dentière prône dans ce document une participation active des femmes en matière de religion, elle affirme que hommes et femmes sont égaux quant à leur capacité à comprendre les textes sacrés. Une petite grammaire hébraïque accompagne cet ouvrage, rédigée par la fille de Marie, Jeanne.

« […] affin que désormais [les femmes] ne soyent en elles-mesmes ainsi tormentées et affligées, ains plustost resjouyes, consolées et esmeues à suyvir la vérité, qui est l’Évangile de Jésus-Christ. »

— Marie Dentière, Espitre tres utile.

« Avons-nous deux Évangiles, l’un pour les hommes, et l’aultre pour les femmes ? L’un pour les sages, et l’aultre pour les folz ? Ne sommes-nous pas un en nostre Seigneur ? Au nom duquel sommes-nous baptisez, de Pol ou d’Apollo, du Pape ou de Luther. »

— Marie Dentière, Epistre tres utile.
Chablais
À la suite de cet affront, Froment est muté à Massongy, une paroisse encore plus petite et plus éloignée de Genève, et Marie Dentière est sévèrement réprimandée. Guillaume Farel écrit à Calvin « notre Froment est le premier qui, à la suite de sa femme, ait dégénéré en ivraie. […] Cette femme orgueilleuse et vindicative fut, malgré tout son esprit, une mauvaise conseillère à son nouvel époux, qu’elle dominait absolument. ».
Les Froment donnent une bonne éducation chrétienne à leurs filles, dont des cours d’hébreu. Ils continuent à vendre divers produits. En 1546, de passage à Genève, Marie Dentière critique la robe longue de Calvin (de retour à Genève depuis septembre 1541), associant celui-ci aux faux prophètes annoncés dans le Nouveau Testament. Puis en 1548, c’est Antoine Froment qui critique le pouvoir bernois dans une série de sermons. Cette fois, il est exclu et perd son travail de pasteur. 
Genève
Fin 1549, la famille Froment vit à nouveau à Genève, Antoine travaille comme assistant de François Bonivard (nouvellement nommé historien officiel), puis il est reçu comme notaire public et bourgeois en 1553. Antoine est élu en 1559 au Conseil des Deux-Cents. 
Marie Dentière meurt à Genève en 1561.

## Œuvres
- La guerre et deslivrance de la ville de Genesve fidèlement faicte et composée par ung marchant demourant en icelle, 1536, anonyme. Attribué en 1881 par Albert Rilliet à Marie Dentière, confirmé par Isabelle Graesslé en 2003[7],[19].
- Epistre tres utile, faicte ey composee par une femme chrestienne de Tornay, envoyee a la Royne de Navarre sœur du Roy de France, Contre les Turcz, Iuifz, Infideles, faulx chrestiens, Anabaptistes, et Lutheriens, [à Anvers, chez Martin l’empereur], Genève, Jean Gérard, 1539, signé « M. D. ». Attribué à Marie Dentière.
- « Au Lecteur chrestien », signé « M. D. », in Sermon de M. J. Cal[vin] où il est montré quelle doit estre la modestie des femmes en leurs habillements, 1561. Préface attribuée à Marie Dentière.

## Filmographie
- Marie Dentière, film-documentaire réalisé par Virginia Crespeau et Isabelle Graesslé, 30 minutes, 2007, diffusion France 2

## Hommages

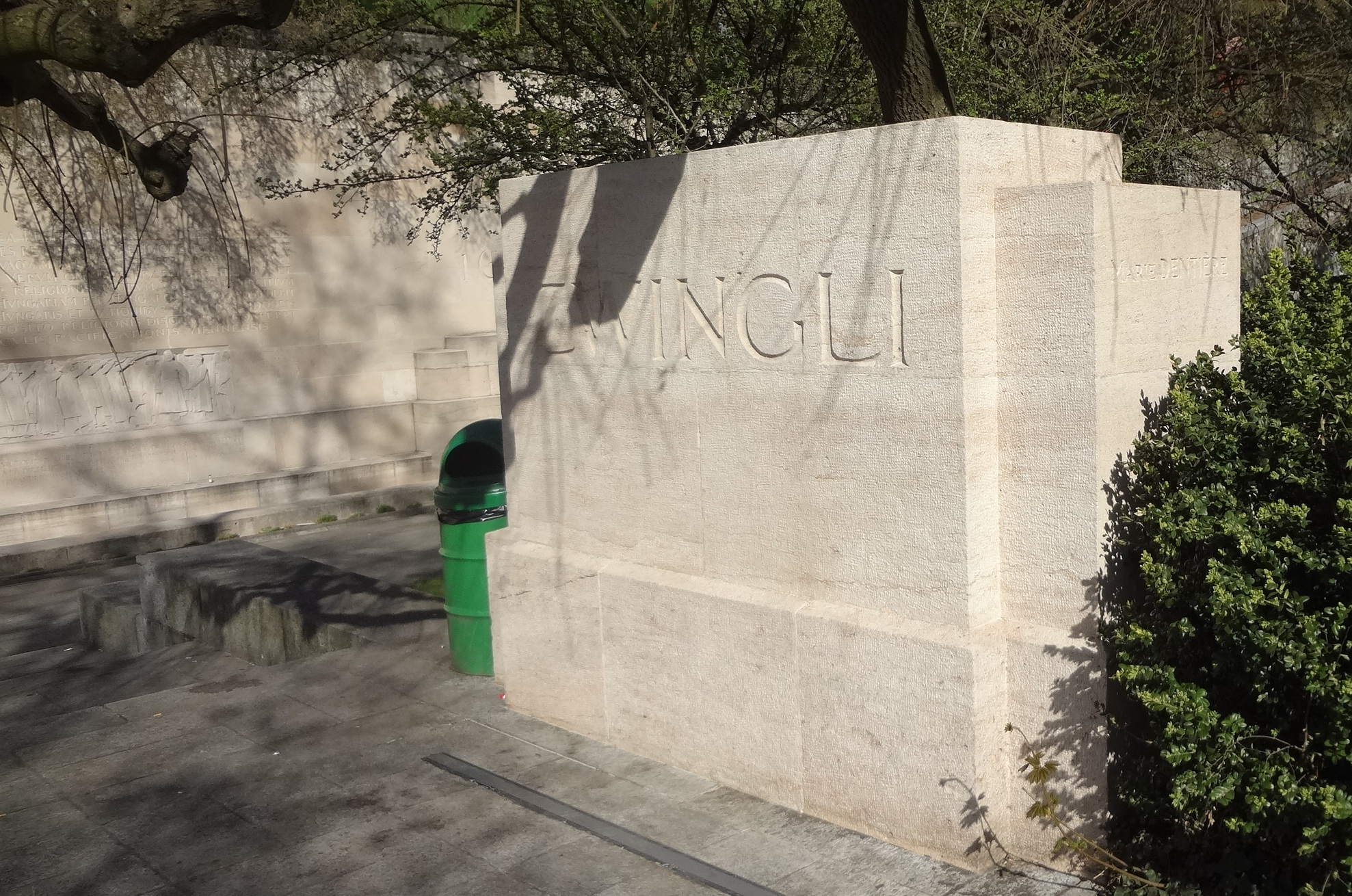
Inscription ajoutée en 2002 sur le côté de la stèle dédiée à Zwingli, Monument de la Réformation.

- Son nom est ajouté sur l'initiative d'Isabelle Graesslé, directrice du Musée de la Réforme, au Monument international de la Réformation (dit « Mur des réformateurs ») à Genève le 3 novembre 2002, en même temps que ceux de trois précurseurs de la Réforme. L’inscription est discrète, sur le côté de la stèle dédié à Zwingli, mais c’est l’unique nom de femme figurant sur ce monument[20],[21].

- À l’occasion de l’« année Calvin » en 2009, les Femmes protestantes de Suisse (FPS) publient un feuillet intitulé Marie Dentière ou la Réforme au féminin, rédigé par Isabelle Graesslé[22],[23].

- Dans le cadre du 450e anniversaire de l’université de Genève en 2009, une série de 126 portraits artistiques grands formats sont placés sur les façades des bâtiments Uni Dufour, dont Marie Dentière « parmi les premières »[24],[25].

## Littérature
- Marie Dentière est un personnage de la pièce Le maître des minutes de Dominique Ziegler et Nicolas Buri. Pièce sur Calvin et son impact sur les Genevois, présentée en juin 2009 au Théâtre Saint-Gervais à Genève[26].